# 森川俊一
森川 俊一（もりかわ としかず、享和2年5月29日（1802年6月28日） - 文政10年7月3日（1827年8月24日））は、下総生実藩の嫡子。信濃国諏訪藩主・諏訪忠粛の次男。幼名は為三郎。
諏訪藩庶子として生まれる。文政4年（1821年）4月27日、生実藩8代藩主・森川俊知の養子となる。文政5年（1822年）2月5日、養父俊知の娘と結婚する。同年4月28日、将軍徳川家斉に拝謁する。同年12月15日、従五位下・伊賀守に叙任する。しかし、家督相続以前の文政10年（1827年）に早世した。代わって、肥前国島原藩・深溝松平家から森川俊民が養子に迎えられ、嫡子となった。
法名は天亮院眞元道如居士。